# Natrijum fluoroacetat
Natrijum fluoracetat (takođe poznat i kao natrijum monofluoracetat) je so natrijuma sa fluoracetatnom kiselinom. To je bezbojano, veoma otrovano jedinjenje.

## Dobivanje
Natrijum fluoracetat se dobija pri reakciji natrijum hidroksida, natrijum karbonata ili natrijum bikarbonata, sa fluoracetatnom kiselinom:
{\displaystyle \mathrm {NaOH+CH_{2}FCOOH\longrightarrow CH_{2}FCOONa+H_{2}O} }
{\displaystyle \mathrm {Na_{2}CO_{3}+2\ CH_{2}FCOOH\longrightarrow \ } } {\displaystyle \mathrm {2\ CH_{2}FCOONa+CO_{2}+H_{2}O} }
{\displaystyle \mathrm {NaHCO_{3}+CH_{2}FCOOH\longrightarrow \ } } {\displaystyle \mathrm {\ CH_{2}FCOONa+CO_{2}+H_{2}O} }

## Osobine
Natrijum fluoracetat je prah bez boje i mirisa, koji je malo rastvorljiv u vodi. Njegova tačka topljenja iznosi oko 200 °. Otrovan je za miševe (oralno) u dozi od 0,1 mg/kg

## Rasprostranjenost
Natrijum fluoroacetat je široko rasprostranjeno jedinjenje, mada je obično prisutno u veoma niskim koncentracijama. Moguće je potvrditi tragove ove soli čak i u listovima čaja. Ova so se može pronaći u preko 40 biljnih vrsta u Australiji, Brazilu i Africi. Na primer, ima je u listovima južnoafričke biljke zvane Gifblaar (lat. Dichapetalum cymosum). Odgovorna je za mnogobrojne smrtne slučajeve. Postoje podaci da je jedan list ove biljke dovoljan da se usmrti ovca. Smrtonosna doza za čovjeka iznosi oko 5 do 10 mg/kg tjelesne mase. Manje doze mogu dovesti do oštećenja organa koji imaju veće energetske zahteve (mozak, srce i pluća).

## Literatura
1. ↑  Kalmbach ER (1945). „Ten-Eighty, a War-Produced Rodenticide”. Science. 102 (2644): 232—3. PMID 17778513. doi:10.1126/science.102.2644.232.
2. ↑  Proudfoot AT, Bradberry SM, Vale JA (2006). „Sodium fluoroacetate poisoning”. Toxicol Rev. 25 (4): 213—9. PMID 17288493. doi:10.2165/00139709-200625040-00002.
3. ↑  Ward JC (1946). „Rodent control with 1080, ANTU, and other war-developed toxic agents”. Am. J. Public Health Nations Health. 36: 1427—31.
4. ↑  Yakkyoku (1977). „-”. Pharmacy. 28: 329—39.(језик: јапански)
5. ↑  Vartiainen T, Kauranen P (1984). „The determination of traces of fluoroacetic acid by extractive alkylation, pentafluorobenzylation and capillary gas chromatography-mass spectrometry”. Anal. Chim. Acta. 157: 91—97.
6. ↑  ETH Cirih; Brauckmann, B. „Eingefügtes Fluor führt zu ganz neuen Substanzeigenschaften” (PDF). (језик: немачки)
7. ↑  „Fluoridealert.org - Sodium fluoroacetate”. Архивирано из оригинала 20. 09. 2013. г. Приступљено 28. 06. 2010. (језик: енглески)
8. ↑  Hüter F (1950). „Moderne Nagetiervertilgungsmittel”. Journal of Pest Science. 23: 49—51.
9. ↑  Goh CS, et.al. (2005). „Sodium monofluoroacetate (Compound 1080) poisoning in dogs.”. Aust Vet J.. 83: 474—479. PMID 16119418.